# Flussio
Flussio település Olaszországban, Szardínia régióban, Oristano megyében. Lakosainak száma 413 fő (2023. január 1.). Flussio Modolo, Scano di Montiferro, Suni, Tresnuraghes, Magomadas, Tinnura, Sagama és Sennariolo községekkel határos.

## Népesség
A település lakossága az elmúlt években az alábbi módon változott:
| Lakosok száma | 438  | 433  | 413  |
|               | 2017 | 2018 | 2023 |